# Neptis seeldrayersi
Neptis seeldrayersi är en fjärilsart som beskrevs av Aurivillius 1895. Neptis seeldrayersi ingår i släktet Neptis och familjen praktfjärilar. Inga underarter finns listade i Catalogue of Life.